# James Trafford
James Harrington Trafford (* 10. Oktober 2002 in Greysouthen) ist ein englischer Fußballtorhüter, der bei Manchester City unter Vertrag steht.

## Karriere

### Verein
Nachdem er in seiner Jugend erst beim Cockermouth FC gespielt hatte und später zu Carlisle United gegangen war, wurde Trafford 2015 im Alter von zwölf Jahren Teil der Jugend von Manchester City. Dort durchlief er alle U-Mannschaften. Für die Hinrunde der Saison 2021/22 wurde er an Accrington Stanley verliehen, dort hatte er am 7. August 2021 sein Debüt in der League One. Für die Rückrunde der laufenden Spielzeit sowie die anschließende Saison 2022/23 folgte eine Leihe an den Ligakonkurrenten Bolton Wanderers, dort wurde er Stammtorhüter.
Im Sommer 2023 wechselte Trafford fest zum Premier-League-Aufsteiger FC Burnley. Hier war er bis zum 28. Spieltag der Saison 2023/24 Stammtorhüter, ehe er im Tor durch Arijanet Murić ersetzt wurde. Nach dem Abstieg der Mannschaft in die zweitklassige EFL Championship wurde er dort in der folgenden Saison 2024/25 erneut Stammtorhüter und erreichte mit Burnley, bei lediglich 16 Gegentoren in 45 Einsätzen, den direkten Wiederaufstieg zurück in die erste Liga. Von Ende Dezember 2024 bis Ende Februar 2025 gelang ihm dabei auch eine Serie von zwölf Ligaspielen ohne Gegentor, womit er einen neuen Ligarekord aufstellte.
Im Juli 2025 aktivierte Manchester City eine Rückkaufoption, nachdem zuvor auch der Ligakonkurrent Newcastle United ein Angebot für Trafford abgegeben hatte, woraufhin Trafford wieder zu seinem Jugendklub zurückkehrte. Bei den Skyblues unterschrieb er einen Fünfjahresvertrag bis 2030 und erhielt zur neuen Saison 2025/26 das Trikot mit der Rückennummer 1.

### Nationalmannschaft
Nach zwei Einsätzen für die U16 nahm er mit der U17 unter anderem an der U17-Europameisterschaft 2019 teil und wurde hier im letzten Gruppenspiel seiner Mannschaft eingesetzt. Nach der U19 spielte er mit der U20 von September 2021 bis März 2022 in der U20 Elite League und kam ab Juni 2022 auch in der U21 als zum Einsatz. Bei der U21-Europameisterschaft 2023 war er Stammtorhüter und gewann bei diesem Turnier mit seinem Team den Titel.
Nachdem er im März 2024 bereits einmal für ein Freundschaftsspiel im Kader der englischen A-Nationalmannschaft gestanden hatte, wurde er am 21. Mai 2024 in den erweiterten Kader für die Vorbereitungsspiele zur Europameisterschaft 2024 nominiert, vor dem Turnier jedoch wieder aus dem Aufgebot gestrichen. Danach wurde er weiterhin regelmäßig als Ersatztorhüter in die A-Nationalmannschaft berufen, ohne dort bislang zum Einsatz gekommen zu sein.